# Поджо-Берні
Поджо-Берні (італ. Poggio Berni) — колишній муніципалітет в Італії, у регіоні Емілія-Романья, провінція Ріміні. З 1 січня 2014 року Поджо-Берні є частиною новоствореного муніципалітету Поджо-Торріана.
Поджо-Берні розташоване на відстані близько 240 км на північ від Рима, 100 км на південний схід від Болоньї, 13 км на захід від Ріміні.
Населення — 3442 особи (2012).
Щорічний фестиваль відбувається 23 квітня. Покровитель — святий Юрій.

## Демографія
Населення за роками:

Станом на 31 грудня 2010 року в муніципалітеті офіційно проживало 205 іноземців з 31 країни, серед них 46 громадян країн Євросоюзу та 20 громадян України.

## Сусідні муніципалітети
- Боргі
- Сантарканджело-ді-Романья
- Торріана
- Веруккьо